# Unter dem Vulkan

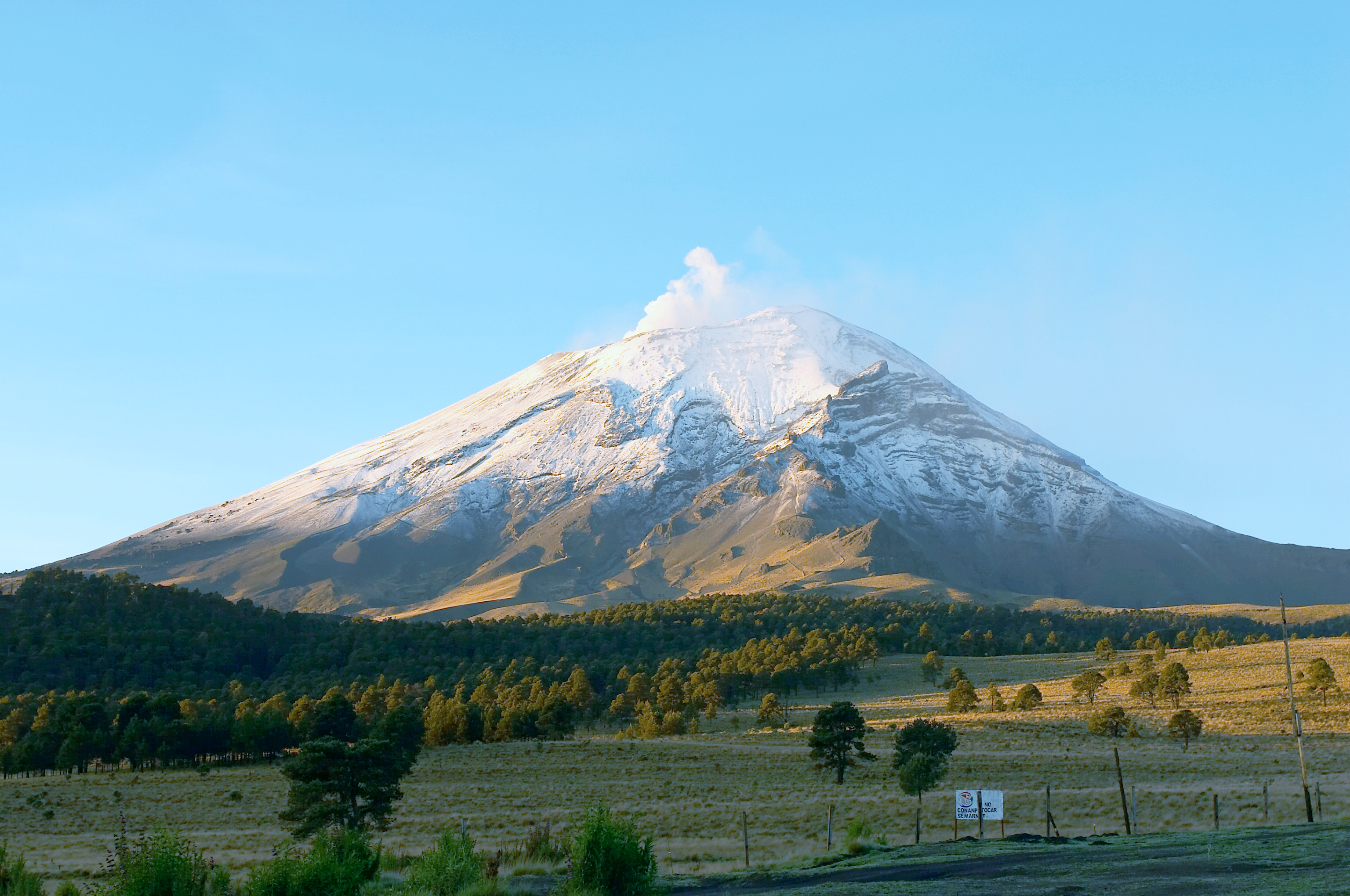
Mexico, Popocatepetl

Unter dem Vulkan (Original Under the Volcano) ist das Hauptwerk des britischen Schriftstellers Malcolm Lowry, veröffentlicht 1947 bei Reynal and Hitchcock in New York. Der Roman gilt als einer der Höhepunkte der englischsprachigen Literatur des 20. Jahrhunderts. Die Modern Library führte Lowrys Werk 1998 in ihrer Liste der 100 besten englischsprachigen Romane des 20. Jahrhunderts auf Rang 11 auf.

## Handlung
Der Roman spielt in einer fiktiven zentralmexikanischen Stadt namens Quauhnáhuac. Dies ist der antike Name Cuernavacas in Nahuatl, was der Ort zwischen den Bäumen bedeutet. In dieser Kleinstadt lebt in den frühen 1930er-Jahren Geoffrey Firmin, ein britischer Konsul (zu einer Zeit, als die Beziehungen zwischen Großbritannien und Mexiko eingefroren waren, d. h. ohne wirkliche Beschäftigung), der sich im letzten Stadium des Alkoholismus befindet. Der Vulkan im Titel ist der Popocatépetl.
Der Roman ist zum Teil aus der Perspektive des Konsuls geschrieben, d. h., er ist über große Strecken so geschrieben, wie ein Betrunkener denkt: voller Wiederholungen und überraschender Diskontinuitäten – oft nur in Gedankenfetzen oder in Sätzen, die mitunter ihren Sinn verändern. Nicht zuletzt aufgrund seines Stils gilt er als bedeutender Exponent der literarischen Moderne.
Eine Handlung im klassischen Sinn gibt es nur rudimentär. Firmin wird von Yvonne besucht, seiner Frau, die getrennt von ihm in den USA lebt. Sie liebt ihn immer noch, glaubt aber nicht mehr, ihn retten zu können. Zur gleichen Zeit besucht ihn auch sein jüngerer Halbbruder Hugh, eine ziellose, unreife Existenz, der sich schon als Musiker und Seemann verdingt hat und nun Journalist ist – eine Arbeit, die er verachtet. Politisch ist er sozialistisch geprägt, aber ebenfalls auf eine unausgegorene Art. Er ist in Yvonne verliebt, wohl wissend um seine Chancenlosigkeit. In Mexiko tobt zu dieser Zeit gerade parallel zum Spanischen Bürgerkrieg, der in den Gedanken der Hauptfiguren ebenfalls anwesend ist, ein Bürgerkrieg zwischen Anhängern und Gegnern der Mexikanischen Revolution.
Hauptsächlich sieht der Leser einzelne Szenen im Leben des Konsuls. Er schlendert durch den total verwilderten Garten seines Hauses, wo er hinter jedem Busch eine Schnapsflasche versteckt hat, besucht den Rummelplatz in der Stadt, wo er prompt im dortigen Riesenrad vergessen wird und sich die ganze Nacht sinnlos im Kreis dreht. Dabei fällt seine Brieftasche heraus und Straßenjungen stehlen ihm nicht nur sein Geld, sondern auch seine Ausweise, berauben ihn also gleichsam seiner Existenz. Bei einem Ausflug mit seiner Frau und seinem Bruder in die nächste größere Stadt wird er Zeuge eines Stierkampfes und greift dabei unfreiwillig ein.
Die Personen verirren sich in einem dunklen Wald, in dem der Konsul seine Frau verliert. Am Ende wird Geoffrey Firmin aus einem sinnlosen Zufall heraus von der einheimischen Polizei erschossen, die in ihm als Ausländer einen Spion und Anarchisten sieht.

## Interpretation
Mexiko wird als archaisches Land beschrieben, in dem wilder Grausamkeit mit tiefsitzender Wut, aber auch Lethargie begegnet wird – ein endloses Kontinuum von Herrschaft und Unterdrückung, wofür auch die im Roman öfter vorkommenden Boxkämpfe und Stierkämpfe ein Sinnbild sind.
Die Metaphorik dieses Romans (die tiefe Schlucht vor der Stadt, der verwilderte Garten, das sich sinnlos fortdrehende Rad) sind nicht nur von Lowrys Interesse für mystische Symbolik bestimmt, sondern auch (dunkler Wald!) von Dante, zu dessen Inferno Lowry ein Parallelwerk schaffen wollte. Auch der Konsul befindet sich auf einer Höllenreise, aber durch eine Hölle, die zugleich der Himmel ist. Oder wie Lowry im Vorwort schreibt: der Alkoholiker gleicht dem Mystiker, der seine Geisteskräfte missbraucht hat.

## Verfilmung
1984 erschien eine gleichnamige Verfilmung von John Huston mit Albert Finney als Konsul und Jacqueline Bisset als Yvonne.